# Sóviet Supremo de la República Socialista Soviética de Bielorrusia
El Sóviet Supremo de la República Socialista Soviética de Bielorrusia (en bielorruso: Вярхоўны Савет Беларускай ССР, romanizado: Viarchoŭny Saviet Bielaruskaj SSR; en ruso: Верховный Совет Белорусской, romanizado: Verkhovnyy Sovet Belorusskoy SSR) fue el sóviet supremo (mayor órgano legislativo) de la RSS de Bielorrusia, una de las repúblicas constituyentes de la Unión Soviética, de 1938 a 1991.

## Historia
El Sóviet Supremo fue precedido por el Congreso de los Sóviets de Toda Bielorrusia (1919-1937). 
El Soviet Supremo de la República Socialista Soviética de Bielorrusia se estableció de conformidad con la Constitución de la República Socialista Soviética de Bielorrusia de 1937, que cambió la organización de los principales órganos políticos de la república. Se disolvió brevemente en 1941 debido a la Gran Guerra Patria y se restableció en 1947.  El Sóviet Supremo era el cuerpo legislativo que ejercía el poder sobre la rama legislativa de la República Socialista Soviética de Bielorrusia. Tras la disolución de la Unión Soviética, el Sóviet Supremo de la RSS de Bielorrusia fue sucedido brevemente por el Consejo Supremo de Bielorrusia de 1991 a 1996, hasta que fue reemplazado por la Asamblea Nacional de Bielorrusia en 1996.
Las elecciones del Soviet Supremo se celebraron en 1938, 1947, 1951, 1955, 1959, 1963, 1967, 1971, 1975, 1980, 1985 y 1990. En 1990, se eligieron 360 diputados. La elección del Sóviet Supremo de Bielorrusia de 1990 fue la única elección soviética suprema en la que otros partidos pudieron postularse.

## Estructura

### Presídium
El presídium era el órgano con funciones legislativas encargado de dirigir al Sóviet Supremo durante los periodos entre sesiones de este. Los miembros de este eran elegidos por los diputados al inicio de cada convocatoria. Sus funciones eran convocar las sesiones del Sóviet Supremo, interpretar las leyes, otorgar títulos honoríficos y condecoraciones, relevar y designar a ministros locales a propuesta del Presidente del Consejo de Ministros, entre otras. Estaba formado por un presidente, un vicepresidente, un secretario y 9 miembros ordinarios. 

### Diputados
Los diputados del Sóviet Supremo de la RSS de Bielorrusia eran electos sobre la base de sufragio universal, igual y directo en votación secreta por ciudadanos mayores de 18 años, en proporción de un diputado por cada 20,000 habitantes.

## Facultades
El Sóviet Supremo de la República Socialista Soviética de Bielorrusia elegía un Presídium responsable ante él, y también formaba al Gobierno; elegía al Consejo de Ministros de la República Socialista Soviética de Bielorrusia, y a la Corte Suprema de la República Socialista Soviética de Bielorrusia. También los diputados eligieron a los jefes de los comités ejecutivos locales y parcialmente a sus diputados, el estado mayor de mando de los distritos militares ubicados en el territorio de la RSS de Bielorrusia.
Los deberes del Sóviet Supremo también consistían en:
- Modificar la Constitución de la República Socialista Soviética de Bielorrusia y adoptar nuevas versiones;
- Publicar y aprobar los planes económicos nacionales y el presupuesto estatal de la república;
- Supervisar el estado y la gestión de las empresas subordinadas a la Unión y supervisarlas.

La forma principal de la actividad del Sóviet Supremo eran las sesiones, que el Presídium convocaba dos veces al año. Asimismo, ante solicitud del Presídium o a solicitud de un tercio de los diputados, se podían convocar sesiones extraordinarias y solemnes (dedicadas a fechas destacadas). El Sóviet Supremo formaba comisiones permanentes y temporales. Las leyes fueron aprobadas por mayoría de votos de los diputados que participaron en la reunión del Sóviet Supremo.

## Convocatorias
| Convocatoria      | Periodo   |
| ----------------- | --------- |
| I Convocatoria    | 1938-1947 |
| II Convocatoria   | 1947-1951 |
| III Convocatoria  | 1951-1955 |
| IV Convocatoria   | 1955-1959 |
| V Convocatoria    | 1959-1963 |
| VI Convocatoria   | 1963-1967 |
| VII Convocatoria  | 1967-1971 |
| VIII Convocatoria | 1971-1975 |
| IX Convocatoria   | 1975-1980 |
| X Convocatoria    | 1980-1985 |
| XI Convocatoria   | 1985-1990 |

## Presidentes delPresídiumdel Sóviet Supremo de la RSS de Bielorrusia
| Imagen | Imagen | Nombre                                | Inicio                  | Fin                     | Partido político  |
| ------ | ------ | ------------------------------------- | ----------------------- | ----------------------- | ----------------- |
|        |        | Nikifor Natalévich (1900-1964)        | 27 de julio de 1938     | 17 de marzo de 1948     | Partido Comunista |
|        |        | Vasili Kozlov (1903-1967)             | 17 de marzo de 1948     | 2 de diciembre de 1967  | Partido Comunista |
|        |        | Fiódor Surganov (1911-1976)           | 2 de diciembre de 1967  | 22 de enero de 1968     | Partido Comunista |
|        |        | Valentina Klochkova (1924-? )         | 2 de diciembre de 1967  | 22 de enero de 1968     | Partido Comunista |
|        |        | Siarhei Prytytski (1913-1971)         | 22 de enero de 1968     | 13 de junio de 1971     | Partido Comunista |
|        |        | Fiódor Surganov (1911-1976)           | 13 de junio de 1971     | 16 de julio de 1971     | Partido Comunista |
|        |        | Iván Klimov (1903-1991)               | 13 de junio de 1971     | 16 de julio de 1971     | Partido Comunista |
|        |        | Valentina Klochkova (1924-? )         | 13 de junio de 1971     | 16 de julio de 1971     | Partido Comunista |
|        |        | Fiódor Surganov (1911-1976)           | 16 de julio de 1971     | 26 de diciembre de 1976 | Partido Comunista |
|        |        | Vladímir Labanok (1907-1984)          | 27 de diciembre de 1976 | 28 de febrero de 1977   | Partido Comunista |
|        |        | Zinaida Bychkovskaya (nacido en 1941) | 27 de diciembre de 1976 | 28 de febrero de 1977   | Partido Comunista |
|        |        | Iván Poliákov (1914-2004)             | 28 de febrero de 1977   | 29 de noviembre de 1985 | Partido Comunista |
|        |        | Georgui Tarazevich (1937-2003)        | 29 de noviembre de 1985 | 28 de julio de 1989     | Partido Comunista |
|        |        | Mikalay Dzyemyantsyey (1930-2018)     | 28 de julio de 1989     | 15 de mayo de 1990      | Partido Comunista |

## Presidentes del Sóviet Supremo de la RSS de Bielorrusia
| Imagen | Imagen | Nombre                            | Inicio                  | Fin                      | Partido político  |
| ------ | ------ | --------------------------------- | ----------------------- | ------------------------ | ----------------- |
|        |        | Nadezhda Grekova (1910-2001)      | 25 de julio de 1938     | 12 de marzo de 1947      | Partido Comunista |
|        |        | Vasili Kozlov (1903-1967)         | 12 de marzo de 1947     | 17 de marzo de 1948      | Partido Comunista |
|        |        | Eugene Bugayev (1912-1997)        | 17 de marzo de 1948     | 14 de abril de 1949      | Partido Comunista |
|        |        | Iósif Belski (1903-1966)          | 14 de abril de 1949     | 28 de marzo de 1955      | Partido Comunista |
|        |        | Timoféi Garbunov (1904-1969)      | 28 de marzo de 1955     | 28 de marzo de 1963      | Partido Comunista |
|        |        | Vasili Shavura (1912-2007)        | 28 de marzo de 1963     | 22 de diciembre de 1965  | Partido Comunista |
|        |        | Máksim Tank (1912-1995)           | 22 de diciembre de 1965 | 15 de julio de 1971      | Partido Comunista |
|        |        | Iván Shamiakin (1921-2004)        | 15 de julio de 1971     | 28 de marzo de 1985      | Partido Comunista |
|        |        | Iván Navumenko (1925-2006)        | 28 de marzo de 1985     | 15 de mayo de 1990       | Partido Comunista |
|        |        | Mikalay Dzyemyantsyey (1930-2018) | 19 de mayo de 1990      | 25 de agosto de 1991     | Partido Comunista |
|        |        | Stanislav Shushkévich (1934-2022) | 25 de agosto de 1991    | 18 de septiembre de 1991 | Partido Comunista |